# Đại hội Thể thao Thái Bình Dương
Đại hội Thể thao Thái Bình Dương (tiếng Pháp: Jeux du Pacifique) là một sự kiện thể thao đa môn cấp châu lục, được tổ chức bốn năm một lần dành cho các vận động viên đến từ khu vực châu Đại Dương. Kỳ đại hội đầu tiên diễn ra vào năm 1963 tại Suva, Fiji, và gần nhất là năm 2023 tại Honiara, Quần đảo Solomon. Từ năm 1963 đến 2007, sự kiện này có tên là Đại hội Thể thao Nam Thái Bình Dương. Hội đồng Thể thao Thái Bình Dương (PGC) chịu trách nhiệm tổ chức và giám sát công tác chuẩn bị của thành phố đăng cai. Các vận động viên khuyết tật cũng được tham gia như những thành viên đầy đủ trong đội tuyển quốc gia của họ. Trong mỗi môn thể thao, huy chương vàng được trao cho người về nhất, huy chương bạc cho người về nhì, và huy chương đồng cho người về ba.
Mười thành phố thuộc bảy quốc gia và vùng lãnh thổ đã từng đăng cai tổ chức Đại hội Thể thao Thái Bình Dương. Có bốn quốc gia từng tổ chức đại hội ba lần: Fiji (1963, 1979, 2003), New Caledonia (1966, 1987, 2011), Papua New Guinea (1969, 1991, 2015) và Samoa (1983, 2007, 2019). Polynésie thuộc Pháp, lãnh thổ này từng đăng cai năm 1971 và 1995, sẽ trở thành quốc gia và vùng lãnh thổ thứ năm tổ chức đại hội ba lần vào năm 2027. Lãnh thổ Hoa Kỳ Guam đã hai lần đăng cai vào các năm 1975 và 1999. Quần đảo Solomon tổ chức kỳ đại hội đầu tiên vào năm 2023.
Chỉ có sáu quốc gia đã tham dự đầy đủ tất cả các kỳ Đại hội Thể thao Thái Bình Dương: Fiji, Polynésie thuộc Pháp (Tahiti), New Caledonia, Papua New Guinea, Tonga và Vanuatu. New Caledonia đã thống trị với 14/17 kỳ đại hội, tiếp theo là Papua New Guinea với 2 lần và Fiji với 1 lần. 

## Lịch sử

### Ý tưởng
Ý tưởng tổ chức Đại hội Thể thao Nam Thái Bình Dương bắt nguồn từ Tiến sĩ A.H. Sahu Khan, một trong những đại diện của Fiji tại cuộc họp của Ủy ban Thái Bình Dương tổ chức tại Rabaul vào năm 1959. Ý tưởng này được chấp thuận và dẫn đến một cuộc họp của chín lãnh thổ vào tháng 3 năm 1961 tại Nouméa, nơi đã trao vinh dự đăng cai kỳ đại hội đầu tiên cho Fiji.

### Thành lập
Vào năm 1962, Ủy ban Thái Bình Dương thành lập Hội đồng Đại hội Thể thao Nam Thái Bình Dương, và kỳ đại hội đầu tiên được tổ chức tại Suva, Fiji. Trong 40 năm sau đó, đại hội được tổ chức luân phiên tại 12 quốc gia và vùng lãnh thổ trong khu vực. Ban đầu đại hội diễn ra ba năm một lần, nhưng sau kỳ đại hội tại Tumon, Guam, chu kỳ đã chuyển sang bốn năm một lần.
Do hậu quả còn sót lại từ thời kỳ thực dân châu Âu tại Thái Bình Dương từ thế kỷ 18, nhiều quốc gia tham dự đại hội năm 1963 vẫn còn nằm dưới sự cai trị của Anh hoặc Pháp. Điều này tạo ra sự lúng túng khi quốc kỳ và quốc ca của Anh và Pháp thường được sử dụng, thậm chí đôi khi song song, cho các quốc gia chiến thắng.
Tây Samoa (nay là Samoa) là quốc gia duy nhất có quốc kỳ và quốc ca riêng vì khi đó là quốc đảo độc lập duy nhất tham gia. Theo thời gian, các quốc gia mới giành được độc lập đã dần thoát khỏi quá khứ thuộc địa bằng cách giới thiệu quốc kỳ và quốc ca riêng. Tuy nhiên, tiếng Anh và tiếng Pháp vẫn là ngôn ngữ chính thức của đại hội.Cũng như các sự kiện thể thao khác, Đại hội Thể thao Thái Bình Dương từng gặp phải một số tranh cãi nhỏ. Một vấn đề gây tranh luận là lịch thi đấu vào Chủ nhật – ngày Sabbath Kitô giáo vẫn rất quan trọng trong khu vực (chẳng hạn, ở Tonga các hoạt động thể thao vào Chủ nhật là bị cấm). Ngoài ra, các sự kiện thể thao đôi khi cũng bị ảnh hưởng bởi yếu tố tôn giáo, như bóng chuyền bãi biển nữ từng phải thay trang phục bikini bằng những trang phục kín đáo hơn.[3] Tuy nhiên, một số quốc gia có liên hệ với các nước thế tục hơn (ví dụ Quần đảo Cook (New Zealand), Samoa thuộc Mỹ (Hoa Kỳ), Polynésie thuộc Pháp (Pháp)) lại có cái nhìn cởi mở hơn.
Một số sự kiện toàn cầu và khu vực cũng đã tác động đến đại hội. Năm 1995, khi Papeete, Tahiti đăng cai, nhiều quốc gia đã tẩy chay do phản đối Pháp thử hạt nhân tại Thái Bình Dương. Tuy nhiên, kỳ đại hội năm 1999 tại Guam đã chứng kiến sự trở lại gần như đầy đủ của các quốc gia trong khu vực.

### Các kỳ đại hội hiện đại
Kỳ đại hội lần thứ XII tổ chức tại Suva, Fiji, lần đầu tiên giới thiệu một chương trình thi đấu với 32 môn thể thao. Chương trình này bao gồm cả những môn thể thao phổ biến tại Thái Bình Dương lẫn những môn ít người tham gia. Kỳ đại hội lần thứ XIII tổ chức tại Apia, Samoa. Trái ngược với Thế vận hội Olympic – vốn kỳ vọng mang lại lợi nhuận cho nước đăng cai – Đại hội năm 2007 khiến Samoa mắc nợ khoảng 92 triệu USD, chủ yếu do đầu tư xây dựng hạ tầng như cầu và đường sá.
Dù đối mặt với nguy cơ nợ nần, vẫn có năm quốc gia và vùng lãnh thổ (Papua New Guinea, Vanuatu, Quần đảo Solomon, Tonga và Samoa thuộc Mỹ) tranh quyền đăng cai kỳ đại hội 2015. Cuối cùng, quyền đăng cai được trao cho Port Moresby, Papua New Guinea, nối tiếp kỳ đại hội 2011 tổ chức tại Nouméa, New Caledonia. Tuy nhiên, chi phí tăng cao (ước tính hơn 1 tỷ USD) và gánh nặng hậu cần tiếp tục đe dọa khả năng đăng cai của các quốc gia trong tương lai.

## Hội đồng Thể thao Thái Bình Dương
Cơ quan quản lý của Đại hội là Hội đồng Thể thao Thái Bình Dương (Pacific Games Council). Lá cờ của Hội đồng sẽ được trao cho quốc gia đăng cai kỳ tiếp theo vào cuối mỗi kỳ đại hội. Với sự mở rộng và phát triển kinh tế ở các quốc gia và vùng lãnh thổ thuộc Thái Bình Dương và châu Đại Dương, Hội đồng đã quyết định hiện đại hóa và sửa đổi điều lệ của mình nhằm thích ứng với những thay đổi trong khu vực cũng như vai trò ngày càng thay đổi của thể thao trong xã hội. Do đó, hội đồng đã thông qua bản điều lệ mới vào năm 2007.
Chủ tịch đương nhiệm của Hội đồng là ông Vidhya Lakhan đến từ Fiji.

### Các tổ chức thành viên
Thành viên của Hội đồng bao gồm các tổ chức thể thao đa môn cấp quốc gia được quốc tế công nhận, đến từ các quốc gia và vùng lãnh thổ là thành viên của Cộng đồng Thái Bình Dương. Hiện nay có 22 thành viên, trong đó 15 thành viên cũng là thành viên của Ủy ban Olympic Quốc tế (IOC). Quần đảo Pitcairn là thành viên duy nhất của Cộng đồng Thái Bình Dương không thuộc Hội đồng Thể thao Thái Bình Dương, trong khi đó đảo Norfolk được kết nạp làm thành viên của Hội đồng dù không phải là thành viên của Cộng đồng Thái Bình Dương.
Vào tháng 7 năm 2014, Ủy ban Olympic Quốc gia châu Đại Dương đã bỏ phiếu cho phép Úc và New Zealand tham gia Đại hội Thể thao Thái Bình Dương 2015. Trước đó, việc hai quốc gia phát triển, đông dân và giàu có này có thể thống trị các cuộc thi từng là lý do khiến họ không được mời tham gia. Tuy nhiên, họ chỉ được phép tham dự ở các môn bóng bầu dục 7 người, đua thuyền buồm, taekwondo và cử tạ – những môn mà các quốc đảo Thái Bình Dương đủ sức cạnh tranh. New Zealand cũng được phép cử đội U-23 tham dự môn bóng đá nam tại kỳ đại hội năm 2019 và đã giành huy chương vàng. Kể từ đó, Úc và New Zealand tiếp tục tham dự với tư cách khách mời.
Năm 2018, Hội đồng đã thiết lập hạng mục "thành viên liên kết" dành cho các vùng lãnh thổ khác trong khu vực châu Đại Dương. Những ứng cử viên tiềm năng có thể bao gồm: Bougainville, đảo Phục Sinh, Tây New Guinea, Hawaii và đảo Giáng Sinh.
| Quốc gia và vùng lãnh thổ | Tổ chức                                                                           | Website                                     |
| ------------------------- | --------------------------------------------------------------------------------- | ------------------------------------------- |
| Samoa thuộc Mỹ            | Ủy ban Olympic Quốc gia Samoa thuộc Mỹ (ASNOC)                                    | asnoc.org/                                  |
| Quần đảo Cook             | Ủy ban Thể thao và Olympic Quốc gia Quần đảo Cook (CISNOC)                        | oceaniasport.com/cookis                     |
| Liên bang Micronesia      | Ủy ban Olympic Quốc gia Liên bang Micronesia (FSMNOC)                             | oceaniasport.com/fsm                        |
| Fiji                      | Hiệp hội Thể thao và Ủy ban Olympic Quốc gia Fiji (FASANOC)                       | fijiolympiccommittee.com                    |
| Guam                      | Ủy ban Olympic Quốc gia Guam (GNOC)                                               | oceaniasport.com/guam                       |
| Kiribati                  | Ủy ban Olympic Quốc gia Kiribati (KNOC)                                           | oceaniasport.com/kiribati                   |
| Quần đảo Marshall         | Ủy ban Olympic Quốc gia Quần đảo Marshall (MINOC)                                 | oceaniasport.com/marshalls                  |
| Nauru                     | Ủy ban Olympic Nauru                                                              | oceaniasport.com/nauru                      |
| New Caledonia             | Ủy ban Thể thao và Olympic Lãnh thổ New Caledonia (CTOS)                          | www.ctos.nc                                 |
| Niue                      | Hiệp hội Thể thao và Đại hội Thể thao Khối Thịnh vượng chung đảo Niue (NISCGA)    | oceaniasport.com/niue                       |
| Đảo Norfolk               | Hiệp hội Thể thao Nghiệp dư & Đại hội Thể thao Khối Thịnh vượng chung đảo Norfolk | sportingpulse.com/assoc_page.cgi?assoc=3852 |
| Quần đảo Bắc Mariana      | Hiệp hội Thể thao Nghiệp dư Quần đảo Bắc Mariana                                  | sportingpulse.com/assoc_page.cgi?assoc=3859 |
| Palau                     | Ủy ban Olympic Quốc gia Palau (PNOC)                                              | oceaniasport.com/palau                      |
| Papua New Guinea          | Liên đoàn Thể thao Papua New Guinea & Ủy ban Olympic Quốc gia (PNGSFOC)           | oceaniasport.com/png                        |
| Samoa                     | Hiệp hội Thể thao Samoa và Ủy ban Olympic Quốc gia (SASNOC)                       | oceaniasport.com/samoa                      |
| Quần đảo Solomon          | Ủy ban Olympic Quốc gia Quần đảo Solomon (NOCSI)                                  | oceaniasport.com/solomon                    |
| Tahiti                    | Ủy ban Olympic Polynésie française (COPF)                                         | www.copftahiti.com                          |
| Tokelau                   | Liên đoàn Thể thao Tokelau                                                        | sportingpulse.com/assoc_page.cgi?assoc=3861 |
| Tonga                     | Hiệp hội Thể thao và Ủy ban Olympic Quốc gia Tonga (TASANOC)                      | oceaniasport.com/tonga                      |
| Tuvalu                    | Hiệp hội Thể thao và Ủy ban Olympic Quốc gia Tuvalu (TASNOC)                      | oceaniasport.com/tuvalu                     |
| Vanuatu                   | Hiệp hội Thể thao và Ủy ban Olympic Quốc gia Vanuatu (VASANOC)                    | oceaniasport.com/vanuatu                    |
| Wallis và Futuna          | Ủy ban Thể thao và Olympic Lãnh thổ Quần đảo Wallis và Futuna (CTOSWF)            | wallisetfutuna.franceolympique.com          |

## Các kì đại hội

### Đại hội
| Năm  | Đại hội | Thành phố chủ nhà | Hiệp hội chủ nhà | Khai mạc bởi           | Môn thể thao | Nội dung | Số đội | Khai mạc    | Bế mạc      | Sô vận động viên | Đoàn dẫn đầu     | Nguồn  |
| ---- | ------- | ----------------- | ---------------- | ---------------------- | ------------ | -------- | ------ | ----------- | ----------- | ---------------- | ---------------- | ------ |
| 1963 | I       | Suva              | Fiji             | Sir Kenneth Maddocks   | 10           | 58       | 13     | 29 tháng 8  | 8 tháng 9   | 646              | Fiji             |        |
| 1966 | II      | Nouméa            | New Caledonia    | Chưa biết              | 12           | 86       | 14     | 8 tháng 12  | 18 tháng 12 | 1200             | New Caledonia    |        |
| 1969 | III     | Port Moresby      | Papua New Guinea | Vương tôn Edward       | 15           | 95       | 12     | 13 tháng 8  | 23 tháng 8  | 1150             | New Caledonia    |        |
| 1971 | IV      | Papeete           | Tahiti           | Pierre Messmer         | 17           | 117      | 14     | 25 tháng 8  | 5 tháng 9   | 2000             | New Caledonia    |        |
| 1975 | V       | Tamuning          | Guam             | Ricardo Bordallo       | 16           | 119      | 13     | 1 tháng 8   | 10 tháng 8  | 1205             | New Caledonia    |        |
| 1979 | VI      | Suva              | Fiji             | Chưa biết              | 18           | 129      | 19     | 28 tháng 8  | 8 tháng 9   | 2672             | New Caledonia    |        |
| 1983 | VII     | Apia              | Tây Samoa        | Malietoa Tanumafili II | 15           | 97       | 13     | 5 tháng 9   | 16 tháng 9  | 2500             | New Caledonia    |        |
| 1987 | VIII    | Nouméa            | New Caledonia    | Chưa biết              | 18           | 159      | 12     | 8 tháng 12  | 20 tháng 12 | 1650             | New Caledonia    |        |
| 1991 | IX      | Port Moresby      | Papua New Guinea | Vương tử Andrew        | 17           | 164      | 16     | 7 tháng 9   | 21 tháng 9  | 2000             | Papua New Guinea |        |
| 1995 | X       | Papeete           | Tahiti           | Chưa biết              | 25           | 253      | 12     | 25 tháng 8  | 5 tháng 9   | 2000             | New Caledonia    |        |
| 1999 | XI      | Santa Rita        | Guam             | Chưa biết              | 22           | 233      | 21     | 29 tháng 5  | 12 tháng 6  | 3000+            | New Caledonia    |        |
| 2003 | XII     | Suva              | Fiji             | Josefa Iloilo          | 32           | 309      | 22     | 28 tháng 6  | 12tháng 7   | 5000             | New Caledonia    |        |
| 2007 | XIII    | Apia              | Samoa            | Tufuga Efi             | 33           | 305      | 22     | 25 tháng 8  | 8 tháng 9   | 5000             | New Caledonia    |        |
| 2011 | XIV     | Nouméa            | New Caledonia    | Nicolas Sarkozy        | 27           | 305      | 22     | 27 tháng 8  | 10 tháng 9  | 4300             | New Caledonia    |        |
| 2015 | XV      | Port Moresby      | Papua New Guinea | Vương tử Andrew        | 28           | 300      | 24     | 4 tháng 7   | 18 tháng 7  | 3700             | Papua New Guinea |        |
| 2019 | XVI     | Apia              | Samoa            | Va'aletoa Sualauvi II  | 26           | 322      | 24     | 7 tháng 7   | 20 tháng 7  | 3500             | New Caledonia    |        |
| 2023 | XVII    | Honiara           | Quần đảo Solomon | Manasseh Sogavare      | 24           | 342      | 24     | 19 tháng 11 | 2 tháng 12  | 5000             | New Caledonia    | [ 13 ] |
| 2027 | XVIII   | Pirae             | Tahiti           | TBA                    | 24           | TBD      | 24     | 24 tháng 7  | 8 tháng 8   | TBD              | TBD              |        |
| 2031 | XIX     | Nuku'alofa        | Tonga            | TBA                    | 24           | TBD      | 24     | TBD         | TBD         | TBD              | TBD              |        |

## Môn thể thao
Tính đến tháng 12 năm 2017, có 37 môn thể thao đã được Hội đồng Thể thao Thái Bình Dương phê duyệt. Theo Hiến chương Đại hội Thể thao Thái Bình Dương, kể từ kỳ đại hội năm 2023 trở đi, tối đa sẽ có 24 môn thể thao được tổ chức trong mỗi kỳ đại hội.

### Các môn thể thao trọng điểm
Số lượng các môn thể thao trọng điểm tại Đại hội Thể thao Thái Bình Dương là 17, có hiệu lực từ kỳ đại hội năm 2023. Các môn thể thao trọng điểm là bắt buộc phải có trong mỗi kỳ đại hội. Môn thuyền buồm và ba môn phối hợp (triathlon) đã trở thành môn thể thao trọng điểm vào năm 2016, và bắn cung được bổ sung vào năm 2021.
Thông tin chi tiết về từng môn thể thao trọng điểm, tính đến và bao gồm cả kỳ đại hội năm 2023, được trình bày trong bảng dưới đây:
| Môn thể thao (phân môn)  | Môn thể thao (phân môn)  | Môn thể thao (phân môn) | Số lần tổ chức | Các năm tổ chức                      |
| ------------------------ | ------------------------ | ----------------------- | -------------- | ------------------------------------ |
|                          |                          |                         |                |                                      |
| Bắn cung                 | Bắn cung                 |                         | 8 lần          | 1971–1975, 1995, 2003–2011, 2019–nay |
| Điền kinh                | Điền kinh                |                         | Tất cả các kỳ  | 1963–nay                             |
| Bóng rổ a                | (5x5)                    |                         | Tất cả các kỳ  | 1963–nay                             |
| Bóng rổ a                | (3x3)                    |                         | 2 lần          | 2019–nay                             |
| Quyền Anh                | Quyền Anh                |                         | Tất cả các kỳ  | 1963–nay                             |
| Bóng đá                  | Bóng đá                  |                         | 16 lần         | 1963–1995, 2003–nay                  |
| Golf                     | Golf                     |                         | 15 lần         | 1969–nay                             |
| Judo                     | Judo                     |                         | 12 lần         | 1969–1979, 1987, 1995–2011, 2019–nay |
| Outrigger canoeing(va'a) | Outrigger canoeing(va'a) |                         | 8 lần          | 1995–nay                             |
| Bóng bầu dục 7 người     | Bóng bầu dục 7 người     |                         | 7 lần          | 1999–nay                             |
| Thuyền buồm              | Thuyền buồm              |                         | 14 lần         | 1969–1979, 1987–nay                  |
| Bơi lội                  | Bơi lội                  |                         | 16 lần         | 1963–1979, 1987–nay                  |
| Bóng bàn                 | Bóng bàn                 |                         | Tất cả các kỳ  | 1963–nay                             |
| Taekwondo                | Taekwondo                |                         | 8 lần          | 1995–nay                             |
| Quần vợt                 | Quần vợt                 |                         | Tất cả các kỳ  | 1963–nay                             |
| Ba môn phối hợp          | Ba môn phối hợp          |                         | 8 lần          | 1995–nay                             |
| Bóng chuyền b            | Bóng chuyền trong nhà    |                         | Tất cả các kỳ  | 1963–nay                             |
| Bóng chuyền b            | Bóng chuyền bãi biển     |                         | 7 lần          | 1999–nay                             |
| Cử tạ                    | Cử tạ                    |                         | 16 lần         | 1966–nay                             |

### Các môn thể thao tự chọn
Có 20 môn thể thao tự chọn có thể được lựa chọn để đưa vào chương trình thi đấu, do ban tổ chức thành phố đăng cai quyết định. Thông tin chi tiết về từng môn thể thao tự chọn, tính đến và bao gồm cả kỳ đại hội năm 2023, được trình bày trong bảng dưới đây:
| Môn thể thao (phân môn) | Môn thể thao (phân môn) | Môn thể thao (phân môn) | Số lần tổ chức | Các năm tổ chức                            |
| ----------------------- | ----------------------- | ----------------------- | -------------- | ------------------------------------------ |
|                         |                         |                         |                |                                            |
| Cầu lông                | Cầu lông                |                         | 4 lần          | 2003–2011, 2019                            |
| Bóng chày               | Bóng chày               |                         | 4 lần          | 1999–2011                                  |
| Bida Anh                | Bida Anh                |                         | Chưa bao giờ   | N/A                                        |
| Thể hình                | Thể hình                |                         | 6 lần          | 1995, 2003–2015, 2023                      |
| Cricket                 | Cricket                 |                         | 8 lần          | 1979, 1987–1991, 2003–2019                 |
| Xe đạp                  | Xe đạp                  |                         | 5 lần          | 1966, 1971–1975, 1987, 1995                |
| Khúc côn cầu trên cỏ    | Khúc côn cầu trên cỏ    |                         | 5 lần          | 1979, 2003–2007, 2015, 2023                |
| Bóng ném                | Bóng ném                |                         | Chưa bao giờ   | N/A                                        |
| Karate                  | Karate                  |                         | 6 lần          | 1995–2003, 2011–2015, 2023                 |
| Lawn bowls              | Lawn bowls              |                         | 7 lần          | 1979, 1983, 1991, 2003–2007, 2015–2019     |
| Bóng lưới c             | Bóng lưới c             |                         | 13 lần         | 1963–1969, 1979–1983, 1991–2007, 2015–2023 |
| Lực tạ                  | Lực tạ                  |                         | 7 lần          | 1995, 2003–nay                             |
| Bóng bầu dục 9 người    | Bóng bầu dục 9 người    |                         | 4 lần          | 2007, 2015–2023                            |
| Bắn súng                | Bắn súng                |                         | 7 lần          | 1987, 1995, 2003–2019                      |
| Snooker                 | Snooker                 |                         | Chưa bao giờ   | N/A                                        |
| Bóng mềm                | Bóng mềm                |                         | 6 lần          | 1969–1975, 1991, 2007, 2015                |
| Bóng quần               | Bóng quần               |                         | 9 lần          | 1979–1991, 2003–2019                       |
| Lướt sóng               | Lướt sóng               |                         | 4 lần          | 1995, 2003–2011                            |
| Bóng bầu dục chạmd      | Bóng bầu dục chạmd      |                         | 5 lần          | 2003–2007, 2015–2023                       |
| Vật                     | Vật                     |                         | 2 lần          | 1999, 2007                                 |

### Các môn thể thao trước đây
Các môn thể thao từng được tổ chức trước đây bao gồm bóng bầu dục 15 người (được thay thế bằng bóng bầu dục 7 người) và câu cá dưới nước (lần cuối tổ chức vào năm 1999). 
| Môn thể thao (phân môn) | Môn thể thao (phân môn) | Môn thể thao (phân môn) | Số lần tổ chức | Các năm tổ chức      |
| ----------------------- | ----------------------- | ----------------------- | -------------- | -------------------- |
|                         |                         |                         |                |                      |
| Bóng bầu dục 15 người   | Bóng bầu dục 15 người   |                         | 9 lần          | 1963–1971, 1979–1995 |
| Câu cá dưới nước        | Câu cá dưới nước        |                         | 4 lần          | 1971–1975, 1995–1999 |

Ngoài ra, tại Đại hội Thể thao Thái Bình Dương thu nhỏ năm 2009 còn có môn bóng bầu dục liên đoàn 7 người (hiện đã được thay bằng bóng bầu dục liên đoàn 9 người).
Ghi chú:
^a  Môn bóng rổ 3x3 được bổ sung vào chương trình thi đấu từ năm 2019, sau khi lần đầu tiên xuất hiện tại kỳ Thế vận hội thu nhỏ năm 2017.
^b  Bóng chuyền trong nhà và bóng chuyền bãi biển được tính là một môn duy nhất trong chương trình thi đấu, điều này được áp dụng sau kỳ đăng cai Đại hội lần thứ 15 – khi số lượng môn thể thao tối đa giảm từ 28 xuống còn 26 tại Đại hội lần thứ 16.
^c  Môn bóng lưới chỉ tổ chức thi đấu dành cho nữ.

## Bảng tổng sắp huy chương
Về mặt chính thức, bảng tổng sắp huy chương cuối cùng của Đại hội không công nhận quốc gia thắng cuộc, mà đề cao tinh thần thi đấu và sự công bằng hơn.
*Lưu ý: Các quốc gia (hoặc vùng lãnh thổ) được in nghiêng hiện không còn tham gia Đại hội Thể thao Thái Bình Dương.
Cập nhật sau Đại hội Thể thao Thái Bình Dương 2023.
| Hạng                | Đoàn                           | Vàng | Bạc  | Đồng | Tổng số |
| ------------------- | ------------------------------ | ---- | ---- | ---- | ------- |
| 1                   | Nouvelle-Calédonie             | 993  | 784  | 689  | 2466    |
| 2                   | Tahiti                         | 574  | 501  | 530  | 1605    |
| 3                   | Papua New Guinea               | 499  | 488  | 475  | 1462    |
| 4                   | Fiji                           | 443  | 516  | 539  | 1498    |
| 5                   | Samoa (bao gồm Tây Samoa)      | 266  | 216  | 220  | 702     |
| 6                   | Nauru                          | 110  | 79   | 68   | 257     |
| 7                   | Úc                             | 100  | 52   | 35   | 187     |
| 8                   | Guam                           | 72   | 112  | 140  | 324     |
| 9                   | Tonga                          | 60   | 74   | 113  | 247     |
| 10                  | Samoa thuộc Mỹ                 | 45   | 51   | 84   | 180     |
| 11                  | Quần đảo Cook                  | 36   | 57   | 80   | 173     |
| 12                  | Quần đảo Solomon               | 33   | 103  | 140  | 276     |
| 13                  | Wallis và Futuna               | 31   | 51   | 97   | 179     |
| 14                  | Vanuatu (bao gồm Tân Hebrides) | 29   | 65   | 110  | 204     |
| 15                  | Micronesia                     | 23   | 15   | 10   | 48      |
| 16                  | New Zealand                    | 19   | 31   | 28   | 78      |
| 17                  | Kiribati                       | 16   | 27   | 39   | 82      |
| 18                  | Quần đảo Bắc Mariana           | 13   | 13   | 18   | 44      |
| 19                  | Palau                          | 9    | 14   | 16   | 39      |
| 20                  | Đảo Norfolk                    | 7    | 15   | 19   | 41      |
| 21                  | Quần đảo Marshall              | 5    | 6    | 14   | 25      |
| 22                  | Tokelau                        | 3    | 2    | 2    | 7       |
| 23                  | Tuvalu                         | 2    | 9    | 6    | 17      |
| 24                  | Niue                           | 2    | 6    | 13   | 21      |
| 25                  | Quần đảo Gilbert và Ellice     | 0    | 1    | 1    | 2       |
| Tổng số (25 đơn vị) | Tổng số (25 đơn vị)            | 3390 | 3288 | 3486 | 10164   |